# 凱瑟琳·格曼尼
凱瑟琳·格曼尼（Catharine "Katy" D. Garmany，1946年3月6日—）是美國國家光學天文台的天文學家。她於1966年獲得印第安納大學布盧明頓分校天文物理學學士學位；並於1968年獲得維吉尼亞大學天文物理學碩士學位，1971年維吉尼亞大學獲得天文物理學博士學位。凱瑟琳·格曼尼的主要研究領域是大質量恆星演化與形成。
凱瑟琳·格曼尼曾於1998年至2001年擔任太平洋天文學會董事會成員，並於2001年至2003年擔任副會長。她最為人所知的是恆星形成方面的工作。
1976年，凱瑟琳·格曼尼獲得美國天文學會頒發的安妮·坎農天文學獎。1976年至1984年，凱瑟琳·格曼尼擔任實驗天體物理聯合研究所的研究員。自1981年起，凱瑟琳·格曼尼一直擔任科羅拉多大學天文物理、行星和大氣科學系教授。
加瑪尼曾擔任實驗天體物理聯合研究所主席，曾在維吉尼亞大學、科羅拉多大學以及科羅拉多大學索默斯-鮑斯天文台（Sommers–Bausch Observatory）和菲斯克天文館工作。她也是國際天文學聯合會、美國天文學會、太平洋天文學會和國際天文館學會的會員。

## 外部連結
- Astronomical Society of the Pacific
- Hot Stars: 6 years of progress. A NASA publication by Catharine Garmany